# Русановский, Владимир Васильевич
Владимир Васильевич Русановский (род. 30 апреля 1958 года) — российский учёный-медик. Доктор медицинских наук (2006), профессор (2012). Научной сферой деятельности являются нейрофизиология, нейрофармакология, психотерапия. Ученик В. Н. Черниговского, Н. В. Черниговской. Настоящее место работы: ФГБОУ ВО «Санкт-Петербургский государственный педиатрический медицинский университет» Минздрава России.

## Биография
Родился 30 апреля 1958 года в семье военнослужащего, отец — офицер, мать — врач, оба участники ВОВ. После окончания школы поступил в Ленинградский санитарно-гигиенический медицинский институт (в настоящее время — Северо-Западный государственный медицинский университет им. И. И. Мечникова). Позднее окончил Российскую академию народного хозяйства и государственной службы при Президенте РФ по специальности «менеджер-экономист» и Санкт-Петербургский университет технологий управления и экономики по специальности «юрист».
В 1985—1991 годах сотрудник Научно-исследовательского института экспериментальной медицины Академии медицинских наук СССР в Ленинграде. Являлся исполнителем ряда тем НИР, участником ВДНХ. Осуществил внедрение методик МО СССР в клиническую практику. Кандидатская диссертация, посвящённая саморегуляции частоты сердечных сокращений с помощью биоуправления с обратной связью при неврозах, была выполнена в городской психиатрической больнице № 7 имени академика И. П. Павлова. Учёная степень кандидата медицинских наук присуждена диссертационным советом Научно-исследовательского института экспериментальной медицины Академии медицинских наук СССР и утверждена Высшей аттестационной комиссией при Совете Министров СССР в 1991 году.
В последующие годы работал в государственных и общественных организациях на ответственных должностях, получил два высших образования и дипломы специалистов с отличием: менеджера-экономиста и юриста. В 1995—2000 годах — член Совета Учебно-методического объединения России по образованию в области социальной работы, головным учреждением которого являлся Российский государственный социальный университет. В 1995—1997 годах — консультант Северо-Западной окружной инспекции Контрольного управления Президента Российской Федерации.
Является одним из разработчиков правовых основ психодинамического направления психотерапии (психоанализа) в Российской Федерации. Принимал участие в подготовке проекта Указа Президента РФ от 19 июля 1996 года № 1044 «О возрождении и развитии философского, клинического и прикладного психоанализа» и Целевой межотраслевой научной программы возрождения и развития психоанализа в России, утвержденной Министерством общего и профессионального образования РФ, Министерством науки и технологий РФ, Министерством здравоохранения РФ, Российской академии наук (1997—2002).
В 2006 году в Военно-медицинской академии им. С. М. Кирова защитил докторскую диссертацию, которая посвящена нейрофизиологии и фармакологии зоосоциального поведения у разных млекопитающих. Учёная степень доктора медицинских наук утверждена ВАК Минобрнауки РФ в 2006 году. Звание профессора присвоено в 2012 году.
Научно-педагогический стаж более 35 лет. Имеет 236 научных трудов, из них 25 учебников, учебных пособий и монографий.
Имеет опыт педагогической и административной работы в должностях: заведующего кафедрой, декана, начальника отдела, проректора вузов. За достижения в области науки, образования, здравоохранения и других областях деятельности отмечен государственными и общественными организациями, награждён пятью наградами и двенадцатью грамотами. С 2008 года — академик Международной академии наук экологии, безопасности человека и природы (МАНЭБ).
Является членом Российского научного общества фармакологов; научного общества физиологов, биохимиков и фармакологов им. И. М. Сеченова; заместителем руководителя Санкт-Петербургского регионального отделения общероссийской общественной организации «Лига здоровья нации» и ряда других научных и общественных организаций.

## Некоторые публикации
- Черниговская Н. В., Русановский В. В., Ващилло Е. Г., Петраш В. В. «Произвольная регуляция частоты сердечных сокращений как метод коррекции функционального состояния больных неврозом». Журнал «Физиология человека», 1990 г., т. 16, № 2, с. 58-64
- Черниговская Н. В., Русановский В. В., Ващилло Е. Г., Кашкарова О. Е. «Аппаратурный аутотренинг механизмов регуляции функций сердечно-сосудистой системы при лечении больных неврозом». Журнал «Невропатология и психиатрия имени С. С. Корсакова», 1990 г., № 12, с. 24-28
- Русановский В. В. «Возрождение и развитие психоанализа в России». В сборнике юбилейной научно-практической конференции Северо-Западной академии государственной службы РАГС при Президенте РФ. СПб., 1997 г., с. 51-52
- Русановский В. В., Черниговская Н. В. «Перспективы развития клинического метода биоуправления с обратной связью (БОС) в Российской Федерации». В сборнике 1 Международного конгресса «Новые медицинские технологии». СПб., 2001 г., с. 9
- Шабанов П. Д., Русановский В. В., Лебедев А. А. «Поведенческие и нейрохимические последствия социальной изоляции». Журнал «Обзоры по клинической фармакологии и лекарственной терапии». 2003, т.2 № 4 с. 26-44
- Роик Р. О., Русановский В. В., Лебедев А. А., Стрельцов В. Ф., Шабанов П. Д. «Оценка эффектов антидепрессантов с разным механизмом действия на модели депрессивноподобного состояния, вызванного социальной изоляцией». Журнал «Психофармакология и биологическая наркология», 2004 г., т. 4, № 1, с. 590—593
- Shabanov P.D., Rusanovskii V.V., Lebedev A.A., Streltsov V.F. Reinforcing properties of dexamethasone in rats reared in groups and in social isolation // Turkish J. Endocrinol. Metabolism. 2004. V.8 № 1. Suppl. P.60-61
- Shabanov P.D., Rusanovskii V.V., Lebedev A.A. Comparison of conditioned and unconditioned reinforcing properties of dexamethasone in rats reared in groups and in social isolation // 35th Annual ISPNE Conference. Glasgow, Scotland, 2004. P.47
- Яковлев Н. М., Русановский В. В., Косицкая З. В., Пинчук Д. Ю., Моховикова И. А., Русановский Г. В. «Реорганизация паттерна ЭЭГ у подростков с дефицитом внимания и токсикоманией в процессе комплексного функционального лечения». Журнал «Психофармакология и биологическая наркология», 2005 г., т. 5, № 2, с. 957—962
- Шабанов П. Д., Русановский В. В., Лебедев А. А., Стрельцов В. Ф. «Поведенческие эффекты кортиколиберина и его аналогов, вводимые в желудочки мозга крыс». Журнал «Медицинский академический журнал». 2005 г., т. 5, № 3, с. 59-67[2].
- Лебедев А. А., Русановский В. В., Шабанов П. Д. «Зоосоциальное поведение млекопитающих». Монография. СПб., 2006 г., с. 167
- Русановский В. В., Пятибрат А. О., Иванов И. А., Духовлинов И. А., Пятибрат Е. Д., Русановский Г. В. «Молекулярно-генетические аспекты поведения человека и функционирование висцеральных систем». Всероссийская конференция с международным участием, посвященная 100-летию со дня рождения В. Н. Черниговского, РАН. СПб., 2007 г., с. 273
- Русановский В. В., Мизинова Т. В., Брегвадзе Д. Б., Русановский Г. В., Полянова Л. М. «Лидерство в зоосоциальном и социальном поведении». Журнал «Вестник балтийской педагогической академии». Выпуск 82, СПб., 2008 г., ст. 29-34
- Русановский В. В., Решетникова Е. М. «Психологическое сопровождение в системе комплексной реабилитации участников аварийно-восстановительных работ на ЧАЭС». Журнал «Научные проблемы гуманитарных исследований», 2010 г., с. 123—129[3].
- Русановский В. В., Лебедев А. А. «Анатомия центральной нервной системы». Учебное пособие. СПб., 2009 г., с. 52
- Русановский В. В., Лебедев А. А. «Физиология центральной нервной системы». Учебное пособие. СПб., 2009 г., с. 80
- Лебедев А. А., Русановский В. В. «Психофизиология». Учебное пособие. СПб., 2009 г., с. 60
- Русановский В. В., Лебедев А. А. «Физиология высшей нервной деятельности и сенсорных систем». Учебник. СПб., 2010 г., с.108[4].
- Русановский В. В., Лебедев А. А. «Психофармакология». Учебное пособие. СПб., 2010 г., с. 60.
- Лебедев А. А., Русановский В. В., Шабанов П. Д. «Зоопсихология и сравнительная психология». Учебное пособие. СПб., 2011 г., с. 72.
- Лебедев А. А., Русановский В. В., Шабанов П. Д. «Нейрофизиология». Учебник. СПб., 2014 г., с. 157[5].
- Галустян А. Н., Глушаков Р. И., Русановский В. В., Тадтаева З. Г. и др. «Общая рецептура». Учебное пособие. СПб., 2018 г., с. 35.
- Галустян А. Н., Глушаков Р. И., Русановский В. В., Тадтаева З. Г. и др. «Актуальные классификации лекарственных средств». Учебное пособие. СПб., 2018 г., с. 54.
- Галустян А. Н., Глушаков Р. И., Русановский В. В., Тадтаева З. Г. и др. «Классификация антиинфекционных препаратов». Учебное пособие. СПб., 2018 г., с. 71.
- Галустян А. Н., Глушаков Р. И., Русановский В. В., Тадтаева З. Г. и др. «Вопросы общей фармакологии». Учебное пособие. СПб., 2021 г., с. 68.
- Лебедев А. А., Русановский В. В., Лебедев В. А., Шабанов П. Д. «Основы нейрофизиологии». Учебник. М., 2019 г., с. 230.
- Русановский В. В., Полякова Т. И., Сухов И. Б. «Основы генетики». Учебник. М., 2019 г., с. 126[6].
- Русановский В. В., Воробьев К. В., Полякова Т. И., Сухов И. Б. «Основы генетики и молекулярно-генетической экспертизы». Учебник. М., 2020 г., с. 360[7].
- Лебедев А. А., Русановский В. В., Шабанов П. Д., Лебедев В. А. «Нейрофизиология. Основы курса». Учебник. М.— Берлин, 2021 г., с. 268.
- Галустян А. Н., Русановский В. В., Тадтаева З. Г., Айрапетов М. И. и др. «Фармакология ноотропных средств». Учебное пособие. СПб.. 2021 г., с. 64.
- Лебедев А. А., Бычков Е. Р., Русановский В. В., Тиссен И. Ю., Шабанов П. Д. и др. «Самостимуляция латерального гипоталамуса пороговой силой тока вызывает эмоциональное переедание в условиях пищевой самодепривации у сытых крыс: роль орексиновой и дофаминэргической систем мозга». Журнал «Обзоры по клинической фармакологии и лекарственной терапии». 2021 г. т. 19, № 4, с. 421—429[8].
- Rusanovsky V.V., Tadtaeva Z.G., Krivoshein A.E., Nikitina V.A., Gomeniuk A.A., Shirinova G.E., Pantyushina T.A., Potemkina K.N., Vasilevskaya J.G. Post-Traumatic Stress Disorder As A Consequences of Military Conflicts In Civilians And Military Personnel // Proceedings of the XIV International Multidisciplinary Conference «Prospects and Key Tendencies of Science in Contemporary World». Bubok Publishing S.L., Madrid, Spain. 2021[9].
- Galustian A.N., Rusanovsky V.V., Tadtaeva Z.G., Sosnovik A.B., Krivoshein A.E., Nartova A.A. The Relationship of Depression With Poor Environmental onditions // Proceedings of the XIII International Multidisciplinary Conference «Innovations and Tendencies of State-of-Art Science». Mijnbestseller Nederland, Rotterdam, Nederland. 2021[10].